# La Villeneuve-Saint-Martin
La Villeneuve-Saint-Martin era una comuna francesa que estaba situada en el departamento de Valle del Oise, de la región de Isla de Francia, que en 1834 pasó a formar parte de las comunas de Ableiges y Courcelles-sur-Viosne.

## Demografía
| Gráfica de evolución demográfica de La Villeneuve-Saint-Martin entre 1793 y 1831 |
|                                                                                  |

Los datos demográficos contemplados en este gráfico se han cogido de la página francesa EHESS/Cassini.